# Vence
Vence är en ort och kommun i departementet Alpes-Maritimes i regionen Provence-Alpes-Côte d'Azur i sydöstra Frankrike. Kommunen hade 18 200 invånare år 2005, på en yta av 39,23 kvadratkilometer. Vence ingår i Nices storstadsområde.

## Befolkningsutveckling
Antalet invånare i kommunen Vence
| Referens: INSEE |